# والتر كينسلا
والتر كينسلا (بالإنجليزية: Walter Kinsella)‏ هو لاعب إسكواش أمريكي، ولد في 5 سبتمبر 1885، وتوفي في 31 يناير 1971.